# Branka Bebić Krstulović
Branka Bebić Krstulović (Metković, 10. svibnja 1975.) je hrvatska manekenka.
Pobijedila je na izboru za Miss Hrvatske 1994. godine naslijedivši krunu od Splićanke Fani Čapalije. Zelenooka i smeđokosa metkovska ljepotica izvrsno se plasirala na svjetskom izboru osvojivši titulu Miss Europe 1994. poput svoje prethodnice. Pamtimo je iz "zlatnog doba" hrvatskih missica (Fani Čapalija, Branka Bebić i Anica Martinović).
Branka Bebić ostvarila je uspješnu karijeru modela. Nakon braka s pjevačem Sandijem Cenovom, Branka se udala za poduzetnika Hrvoja Krstulovića, vlasnika tvrtke Blitz film & video distribucija i člana uprave Blitz-CineStara. S njim ima sina Antu. 
Brankina sestra je novinarka i književnica Milana Vlaović.

## Vanjske poveznice
- Profil Branke Bebić - CroModa.com